# Bosco-Automat

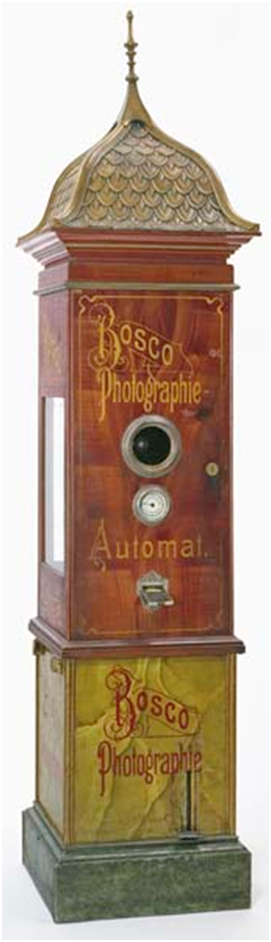
Bosco-Automat (Deutsches Museum)

Der Bosco-Automat ist ein 1890 von Conrad Bernitt erfundener und produzierter Fotoautomat, der eine Ferrotypie lieferte.

## Technische Beschreibung
Die schwarz lackierte Blechgrundlage war bei diesem System durch erhabene Ränder wie eine kleine Wanne geformt, sodass sie bei der Verarbeitung in waagerechter Lage als ihre eigene Entwickler- und Fixiererschale fungieren konnte.

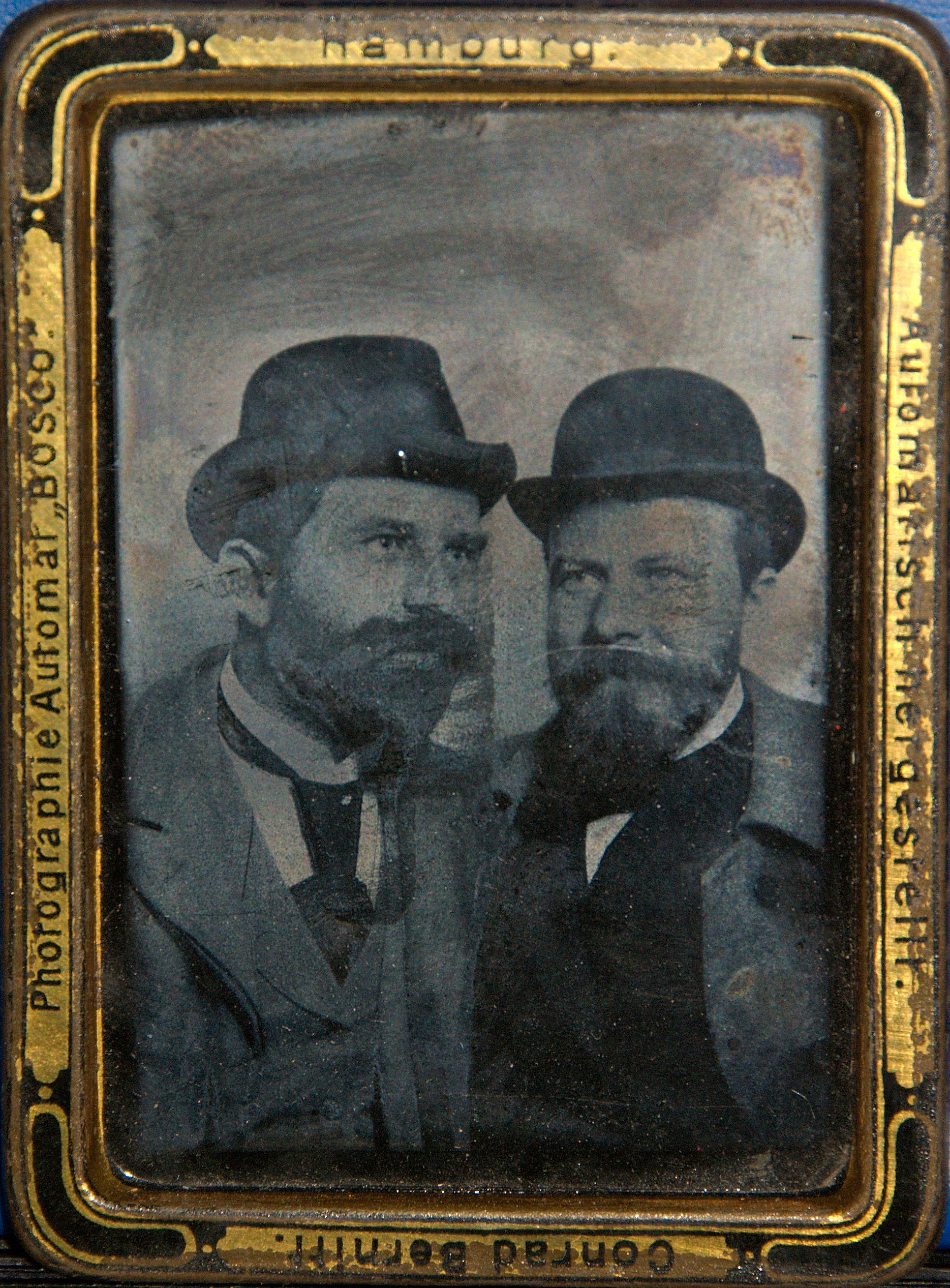
Ferrotypie aus einem Bosco-Automaten

Das Herstellen der Ferrotypie im Automaten dauerte lt. Eigenwerbung drei Minuten. Sie musste danach jedoch noch trocknen; die Oberfläche der Abbildung durfte während dieser Zeit nicht berührt werden. Dem fertigen Bild diente der Rand als Rahmen; dementsprechend war er mit einem goldfarbenen Aufdruck verziert. Zu der Photographie im Format von 60 × 83 mm wurde ein passendes Etui aus Pappe mitgeliefert.

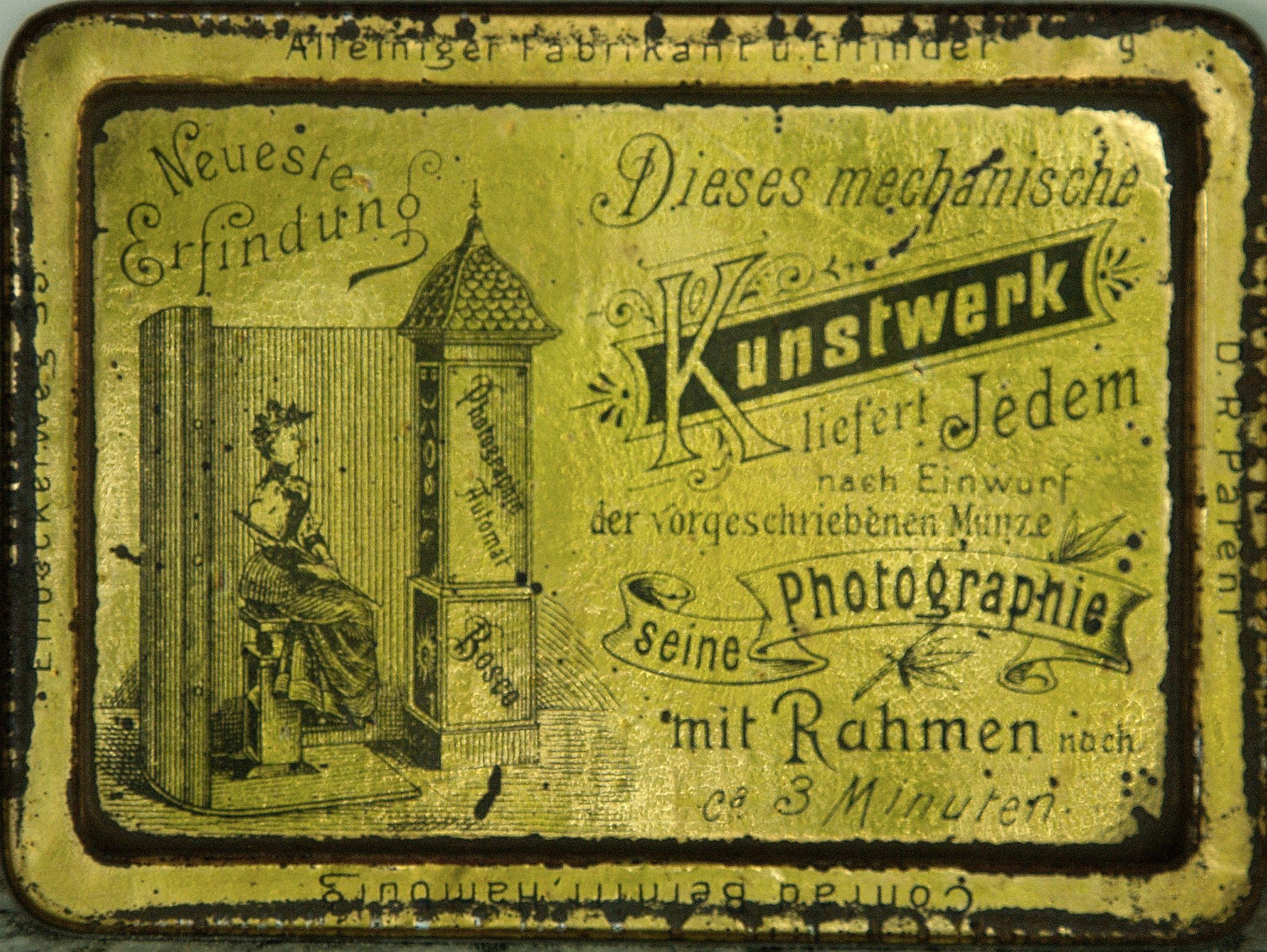
Rückseite

Der Apparat hatte die Gestalt einer etwa mannshohen Säule und wurde weltweit verkauft. Der Name soll auf einen berühmten Zauberkünstler des 19. Jahrhunderts namens Bartolomeo Bosco zurückgehen. Die Qualität der Bosco-Photographien wird von heutigen Sammlern wie auch die anderer Ferrotypien als eher minderwertig beurteilt. Viele Bilder seien „dunkel und wirken eher billig“ (siehe Weblink zum „Club Daguerre“). Allerdings handelte es sich auch so gut wie immer um „Gelegenheitsaufnahmen“, die meist auf Jahrmärkten, Volksfesten oder in Tourismus-Zentren entstanden und von vornherein keinen künstlerischen oder auch nur handwerklich hohen Ansprüchen genügen sollten. Außerdem liegt die Bildschicht nicht unter Glas und ist daher vor Abrieb oder Kratzern nicht geschützt. 